# Campionat britànic de trial 2017
La temporada de 2017 del Campionat britànic de trial fou la 67a edició d'aquest campionat, organitzat per l'ACU. El calendari oficial constava de 8 proves puntuables, celebrades entre el 4 de març i l'1 d'octubre.

## Classificació final
| Posició | Pilot          | Motocicleta | Punts |
| ------- | -------------- | ----------- | ----- |
| 1       | Jack Price     | Gas Gas     | 135   |
| 2       | Jack Sheppard  | Beta        | 126   |
| 3       | Michael Brown  | Gas Gas     | 112   |
| 4       | Dan Peace      | Gas Gas     | 112   |
| 5       | Toby Martin    | Vertigo     | 92    |
| 6       | Iwan Roberts   | Beta        | 84    |
| 7       | Jack Peace     | Gas Gas     | 77    |
| 8       | Andy Chilton   | Scorpa      | 65    |
| 9       | Declan Bullock | Beta        | 38    |
| 10      | Ross Danby     | TRRS        | 33    |